# SippinPurpp
SippinPurpp, nome artístico de André Rocha Vaz (nascido a 19 de abril de 1996), é um rapper português, natural de Ovar.

## Carreira
SippinPurpp começou a fazer música em 2017, postando a sua primeira música "No meu copo" no dia 30 de março de 2017. O seu nome de rap veio antes da sua carreira, baseado na Purple drank que ele bebia, como explicou na sua primeira entrevista no Curto Circuito. Em 2018, ele juntou-se à editora de ProfJam, Think Music Records, e participou na música "Dr. Bayard" de Mike El Nite. A música foi bem sucedida nas redes sociais portuguesas chegando a 5 milhões de visualizações no Youtube.  
Mais tarde, lançou o seu primeiro single para a editora, chamado "Sauce", que foi um grande sucesso em Portugal, tendo mais de 10 milhões de visualizações no Youtube e 7 milhões de streams no Spotify. A música também entrou no top 10 das tabelas de singles portugueses e ficou no top 15 durante várias semanas.
Em 2019 e 2022, ele atuou no Meo Sudoeste no palco LG by MegaHits.
Em julho de 2023, SippinPurpp irá atuar no segundo festival Rolling Loud na Europa.

## Discografia

### EP's
| Título | Detalhes                                                                 |
| ------ | ------------------------------------------------------------------------ |
| 3880   | - Lançamento: 6 de dezembro de 2019 (POR) - Editora: Think Music Records |

### Singles

#### Como artista principal
| Título                                                                                   | Ano  | Posições de pico | Certificações      | Álbum             |
| ---------------------------------------------------------------------------------------- | ---- | ---------------- | ------------------ | ----------------- |
| No Meu Copo                                                                              | 2017 | —                |                    | Singles sem álbum |
| PurppSeason                                                                              | 2017 | —                |                    | Singles sem álbum |
| Avião                                                                                    | 2018 | —                |                    | Singles sem álbum |
| Sauce                                                                                    | 2018 | 8                | AFP: Dupla Platina | 3880              |
| Não Me Venhas Chatear                                                                    | 2019 | —                |                    | 3880              |
| Never Walk Alone                                                                         | 2019 | 26               | AFP: Ouro          | 3880              |
| Havana (com Profjam)                                                                     | 2019 | 43               | AFP: Ouro          | 3880              |
| Extravagante                                                                             | 2019 | 68               |                    | 3880              |
| 1000 Jogos                                                                               | 2020 | 33               | AFP: Ouro          | Singles sem álbum |
| Fato treino do City                                                                      | 2022 | 5                | AFP: Platina       | Singles sem álbum |
| Não Há Impossíveis                                                                       | 2022 | —                |                    | Singles sem álbum |
| NR5                                                                                      | 2022 | 63               |                    | Singles sem álbum |
| "—" denota uma gravação que não chegou à tabela ou que não foi lançada nesse território. |      |                  |                    |                   |

#### Como artista participante
| Título                                                                                   | Ano  | Posições de pico | Certificações | Álbum        |
| ---------------------------------------------------------------------------------------- | ---- | ---------------- | ------------- | ------------ |
| Dr. Bayard (Mike El Nite com Fínix MG, Sippinpurpp)                                      | 2018 | 80               | AFP: Ouro     | Inter-Missão |
| Morrer de Amores (Ivo Lucas com Sippinpurpp)                                             | 2022 | —                |               |              |
| Jogador Caro (Mizzy Miles com Greg Ferreira, Sippinpurpp)                                | 2022 | 74               |               |              |
| "—" denota uma gravação que não chegou à tabela ou que não foi lançada nesse território. |      |                  |               |              |